# 제5후쿠류마루

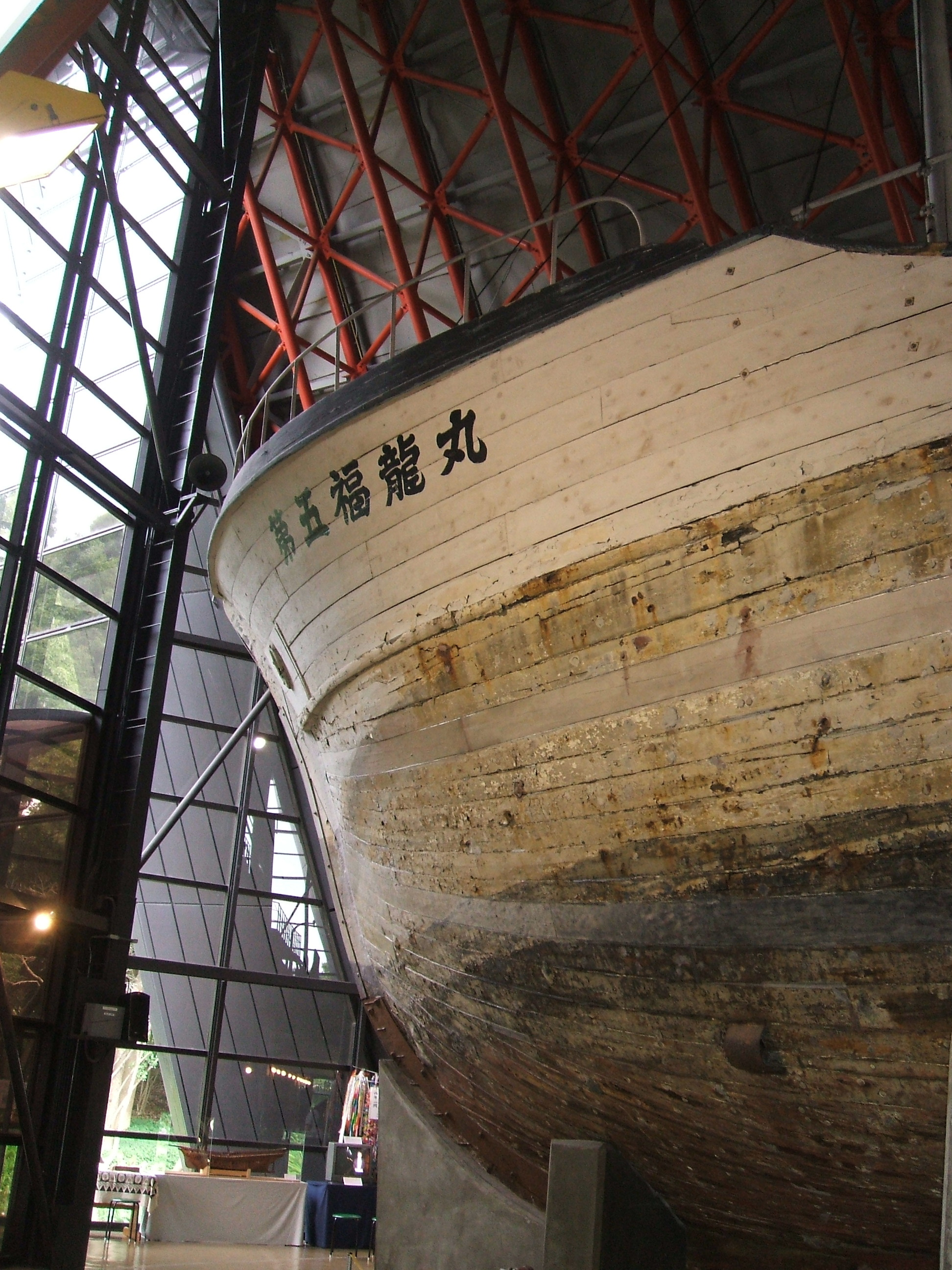

제5후쿠류마루(일본어: 第五福龍丸 다이고 후쿠류마루[*])는 일본의 참치잡이 어선으로, 1954년 3월 1일 비키니 환초에서 행해진 미국의 수소 폭탄 실험으로 방사능에 노출되었다. 이 사건으로 선원 23명 중 1명이 사망했다.

## 전개
이 배는 1947년 와카야마현 고자정(현재의 구시모토정)에서 ‘제7 코토시로마루(第七事代丸 다이나라 고토시로마루[*])’라는 이름으로 출어했으며 이후에 시즈오카현 야이즈시로 옮겨져 지금의 이름이 되었다.
1954년 3월 1일 제5 후쿠류마루는 마셜 제도 근처의 비키니 환초에서 행해진 미국의 수소 폭탄 실험에 노출되었다. 선박을 포함해 선원 23명과 물고기가 방사능에 오염되었다. 배가 3월 14일 야이즈로 돌아간 후 선원들은 구토와 두통을 호소했고, 일본 수산청은 미국이 비키니 환초에서 실시한 수소 폭탄의 낙진이 배를 덮쳤다고 발표했다. 9월 23일 39살의 무선기장 구보야마 아이키치가 사망했다.
실험이 행해졌을 때 후쿠류마루는 미국 정부가 사전에 공포한 위험지대 바깥에서 고기를 잡고 있었다. 섬광과 뇌성에 이어 하늘이 어두워지고 검은 재가 갑판에 쌓이자 곧 선원들은 위험을 느끼고 그 지역에서 벗어나려고 했지만 그물을 걷는 데에 시간이 걸려 방사능에 노출되었고 이후에 다른 배들도 그 근처에서 작업을 하고 있었다는 것이 알려져 총 100여 척의 배가 방사능에 오염된 것으로 여겨진다. 미국은 책임을 인정하고 후에 위험지대를 넓혔다.

## 영향
제5 후쿠류마루 사건이 알려지면서 일본에서는 분노해 반핵 운동이 일어났다. 미국은 반미 운동으로 퍼질 것을 우려해서 친미 성향의 일본 수상 요시다 시게루를 통해 일본 정부와 협상을 했다. 미국은 피해자에게 미화로 총 20만 달러를 지급하고, 일본 정부는 더 이상 배상을 요구하지 않기로 했다. 선박은 현재 도쿄에서 전시하고 있으며 또한 방사능에 돌연변이를 일으켜 문명에 복수를 하게 되는 영화 속 괴물인 고질라는 이 사건에 영감을 받아서 만들어졌다. 또한 사건 이후 일본에는 제5 후쿠류마루호를 기리는 비키니 데이 (3월 1일)가 생겨났다.

## 관련 기사
제5후쿠류마루 관련
- 고지라
- 수소 폭탄

일본과 관련된 원자력 사건들
- 히로시마와 나가사키의 원자 폭탄 투하 (1945년)
- 도카이 촌 방사능 누출 사고 (1999년)
- 후쿠시마 제1 원자력 발전소 사고 (2011년)

## 같이 보기
- 비키니 핵 실험